# Coupland (Texas)
Coupland est une ville située au nord du comté de Williamson, au Texas, aux États-Unis,.

## Démographie
En 2017, la ville comptait une population estimée de 309 habitants.

### Source de la traduction
- (en) Cet article est partiellement ou en totalité issu de l’article de Wikipédia en anglais intitulé « Coupland, Texas » (voir la liste des auteurs).